# Kommissar Wallander: Die fünfte Frau
Kommissar Wallander: Die fünfte Frau ist ein von der BBC produzierter Kriminal-Fernsehfilm aus dem Jahr 2010 mit Kenneth Branagh in der Hauptrolle des Kommissars Kurt Wallander. Es handelt sich um dritte Folge der zweiten Staffel, also die insgesamt sechste Folge der Kommissar Wallander-Reihe und eine Verfilmung des Wallander-Romans Die fünfte Frau von Henning Mankell.
Der Roman war bereits im Jahr 2002 unter dem Titel Die fünfte Frau mit Rolf Lassgård in der Titelrolle verfilmt worden.

## Handlung
Wallander besucht seinen Vater im Altersheim. Dieser fühlt sich ganz schlecht und will nicht im Altersheim sterben. Wallander bringt ihn nach Hause.
Als Wallander auf Arbeit kommt, meldet der Fahrer einer Ölfirma den Bauern Holger Eriksson als vermisst. Wallander sieht sich auf dem Bauernhof von Eriksson, der gerne Vögel beobachtet und Naturlyrik geschrieben hat, um und findet dessen Leiche in einer Raubtierfalle, aufgespießt auf Bambusstäben.
Da bekommt Wallander einen Anruf von Ann-Britt, die einen anscheinenden Raub in einem Blumenladen untersucht. Geschäftsführerin Vanja sagt aus, dass nichts gestohlen wurde. Es befinden sich jedoch Blutflecken in dem Laden. Der Ladenbesitzer Gosta Runfeldt wollte eigentlich auf Orchideensafari, es stellt sich aber heraus, dass er die Reise gar nicht angetreten hat. Auch Holger Eriksson, der früher Autohändler von Beruf war, wurde nicht ausgeraubt.
Da bekommt Wallander von Gertrud einen Anruf und erfährt, dass sein Vater gestorben ist. Wallander eilt nach Hause und findet ihn tot in seinem Sessel.
Ein Mann, der vorher in einem Kellerverlies gefangen war, wird von seinem Entführer durch den Wald gejagt, an einen Baum gefesselt und erwürgt. Am nächsten Tag wird seine Leiche von einem Jogger gefunden; es handelt sich um den Blumenhändler Gosta Runfeldt. Vanja identifiziert ihn und sagt aus, dass die Leiche stark abgenommen hat. Außerdem sind die Fingernägel verdreckt, und die Unterwäsche ist voller Dreck und Urin.
Runfeldts Sohn sagt aus, dass er und seine Schwester seit dem Suizid der Mutter kaum mit ihrem Vater gesprochen haben. Er fühle jetzt Erleichterung, da sein Vater ein grausamer Despot gewesen sei. Vanja und sein Vater seien ein Paar gewesen. Vanja sagt, dass die Beziehung schon zwei Jahre her ist. Gosta Runfeldt war auch ab und zu gewalttätig; Vanja ist dann jeweils für ein paar Tage weggegangen. Nach seinem Tod fühlt sie sich, als sei eine schwere Last von ihr genommen worden. Der Name Holger Eriksson sagt ihr nichts.
Wallander vermutet eine Verbindung zwischen beiden Mordfällen. Da die Polizei noch keine Familienangehörigen oder früheren Angestellte von Eriksson ermitteln konnte, vernimmt Wallander dessen Öllieferanten. Dieser hatte sich mit Eriksson angefreundet und sagt aus, dass Eriksson vernünftige Ansichten hatte. Frauen hatte er keine zuhause; wenn er Frauen treffen wollte, fuhr er nach Polen.
Als Wallander am Bahnhof Linda zur Beerdigung seines Vaters abholt, hat sie zu seiner Überraschung ihre Mutter und Wallanders Ex-Frau Inga mitgebracht. Inga wundert sich, dass Wallander seinen Ehering noch trägt.
Da wird auf einem Feld ein Koffer von Gosta Runfeldt gefunden. Wanda sagt aus, dass die Kleidung in dem Koffer für Runfeldts Verhältnisse zu ordentlich zusammengelegt ist; zudem nimmt sie einen leichten Geruch war, der nicht zu ihm passt. Ihrer Aussage nach hatte er schon lange keine Freundin mehr. Wallander vermutet, dass der Koffer von einer Frau gepackt wurde.
In einem Krankenhaus findet eine Geburt statt. Währenddessen taucht eine fremde Frau auf und blickt in den Kreißsaal, flüchtet aber, als eine der Hebammen sie ansprechen will, die von der unbekannten Frau niedergeschlagen wird.
Ein Jogger wird von einer maskierten Person überfallen, in einen großen Sack gepackt und in einen See geworfen. Das Opfer hat noch gelebt, als der Sack ins Wasser ging; dieser war außerdem mit Steinen beschwert und noch offen, so dass das Opfer seinem Mörder ins Gesicht geblickt haben muss.
Wallander fasst den Entschluss, ein neues Haus zu kaufen und sich einen Hund zuzulegen.
In Erikssons Haus findet Wallander einige Bücher mit dessen Naturlyrik, in denen eine Widmung an ein gewisse Krista drinsteht.
Der Tote aus dem See ist der Geschäftsmann Eugen Blomberg. Er hat seine Ehefrau und eine Reihe anderer Frauen betrogen und schikaniert. Auf seinem Computer findet sich eine E-Mail an eine Katarina, die schwanger von ihm ist und von der er eine Abtreibung verlangt hat. Wie sich herausstellt, handelt es sich dabei um Katerina Taxall, die vor drei Tagen zur Geburt ihres Kindes ins Krankenhaus gefahren ist. Sie hat das Kind inzwischen zur Welt gebracht und hat das Krankenhaus am Morgen verlassen. Ihre Hebamme war diejenige, die von der Unbekannten mit langem Haar angegriffen wurde. Sie bekam Besuch von ihrer Mutter; beide haben aufeinander rumgehackt. Dann wurde sie von einer Frau mit kurzen Haaren abgeholt.
Vanja ruft bei Wallander an und berichtet, dass sie Katarina kennt. Vanja erzählt, dass sie in einer Frauengruppe für Frauen war, die schlechte Erfahrungen mit Männern gemacht haben. Es war auch eine großgewachsene Frau mit kurzen Haaren dabei, und zwar Yvonne, die Gruppenleiterin. Ihr Stiefvater war ihr und ihrer Mutter gegenüber gewalttätig. Wanda kann sich aber nicht vorstellen, dass Yvonne die Mörderin der Männer ist. Wallander schreibt sich die Namen der anderen Frauen aus der Gruppe auf. Als er gehen will, entdeckt er in Vanjas Flur ein Bild seines Vaters.
Ann-Britt findet einen Betriebsleiter, der für Eriksson gearbeitet hat; er lebt jetzt in einem Seniorenheim. Er schildert Eriksson als hartherzig und bösartig. Eriksson hatte mehrere Frauen, die man im Betrieb nicht gesehen hat; eine davon war Krista, die „polnische Schönheit“, mit Nachnamen Haberman, die eines Tages plötzlich weg war. Eriksson hatte keine Tochter. Stattdessen hatte Krista eine hagere Tochter namens Yvonne.
Von einer Teilnehmerin der Frauengruppe erfährt Wallander den Namen eines weiteren Mannes, der sich in Gefahr befinden könnte: Max Lunnqvist, Stationsbeamter am Bahnhof.
Anne-Britt findet heraus, dass Krista Haberman vor drei Wochen an Leberkrebs gestorben ist; ihre nächste Angehörige ist Yvonne. Unter deren Adresse finden Wallander und Martinsson lediglich Katarina vor; diese sagt, Yvonne wollte sich mit einem Mann treffen. Yvonne hat auf ihrem Schreibtisch einen Fahrplan der Bahn zurückgelassen. Wallander und Martinsson eilen zum Bahnhof. Dort wartet Yvonne schon auf Lunnqvist, um ihn umzubringen, doch können Wallander und Martinsson eingreifen und Lunnqvist retten, wobei Wallander seine Waffe aus der Hand fällt. Yvonne nimmt die Waffe auf, schießt auf Wallander und nimmt ihn als Geisel. Dieser kann Yvonne überzeugen, aufzugeben. Sie erleidet einen Zusammenbruch, hebt Wallanders Waffe gegen sich selbst und wird vom Schuss tödlich in der Brust getroffen.
Wallander besucht das Grab seines Vaters und sagt ihm „Auf Wiedersehen“. Bevor er geht, legt er seinen Ehering auf den Grabstein.

## Kritiken
„Düster-bedrückende, vorzüglich gespielte (Fernseh-)Verfilmung des Romans von Henning Mankell, in der die Verunsicherung des Ermittlers angesichts der gesellschaftlichen Verrohung wie auch seiner privaten Befindlichkeit an eine Grenze geführt wird. - Ab 16“